# Trichopterna
Trichopterna Kulczyński, 1894 è un genere di ragni appartenente alla famiglia Linyphiidae.

## Distribuzione
Delle nove specie oggi attribuite a questo genere, cinque sono state reperite in varie località della regione paleartica: la specie dall'areale più esteso è la T. cito, rinvenuta nell'intera regione. Le altre quattro sono state rinvenute in Tanzania..

## Tassonomia
Questo genere venne posto in sinonimia con Pelecopsis Simon, 1884, a seguito di uno studio di Wunderlich del 1970; sinonimia non accettata da successivi lavori a partire da quello di Millidge del 1977.
A giugno 2012, si compone di nove specie:
- Trichopterna cito (O. P.-Cambridge, 1872)[3] — Regione paleartica
- Trichopterna cucurbitina (Simon, 1881) — Francia, Portogallo
- Trichopterna grummi Tanasevitch, 1989 — Asia Centrale
- Trichopterna krueperi (Simon, 1884) — Grecia
- Trichopterna loricata Denis, 1962 — Tanzania
- Trichopterna lucasi (O. P.-Cambridge, 1875) — Algeria
- Trichopterna macrophthalma Denis, 1962 — Tanzania
- Trichopterna rotundiceps Denis, 1962 — Tanzania
- Trichopterna seculifera Denis, 1962 — Tanzania

### Specie trasferite
La somiglianza di vari caratteri secondari con i generi Pelecopsis Simon, 1884 ed Erigonoplus Simon, 1884, rende ragione dell'elevato numero, in proporzione, di specie trasferite ad altri generi:
- Trichopterna alticola (Berland, 1936); trasferita al genere Pelecopsis Simon, 1884.
- Trichopterna alticola elgonensis Holm, 1962; trasferita al genere Pelecopsis Simon, 1884.
- Trichopterna alticola kenyensis Holm, 1962; trasferita al genere Pelecopsis Simon, 1884.
- Trichopterna alticola kivuensis Miller, 1970; trasferita al genere Pelecopsis Simon, 1884.
- Trichopterna alticola ruwenzoriensis Holm, 1962; trasferita al genere Pelecopsis Simon, 1884.
- Trichopterna biceps Holm, 1962; trasferita al genere Pelecopsis Simon, 1884.
- Trichopterna fatrensis Miller, 1966; trasferita al genere Sauron Eskov, 1995.
- Trichopterna globipes (L. Koch, 1872); trasferita al genere Erigonoplus Simon, 1884.
- Trichopterna justa (O. P.-Cambridge, 1875); trasferita al genere Erigonoplus Simon, 1884.
- Trichopterna mengei (Simon, 1884); trasferita al genere Pelecopsis Simon, 1884.
- Trichopterna nigrocaerulea (Simon, 1881); trasferita al genere Erigonoplus Simon, 1884.
- Trichopterna nivicola (Simon, 1884); trasferita al genere Dresconella Denis, 1950.
- Trichopterna pasteuri (Berland, 1936); trasferita al genere Pelecopsis Simon, 1884.
- Trichopterna physeter (Fage, 1936); trasferita al genere Pelecopsis Simon, 1884.
- Trichopterna reclinata Holm, 1962; trasferita al genere Pelecopsis Simon, 1884.
- Trichopterna rufithorax (Simon, 1881); trasferita al genere Ouedia Bosmans & Abrous, 1992.
- Trichopterna tenera Holm, 1962; trasferita al genere Pelecopsis Simon, 1884.
- Trichopterna thorelli (Westring, 1861); trasferita al genere Trichopternoides Wunderlich, 2008.
- Trichopterna turrigera (Simon, 1881); trasferita al genere Erigonoplus Simon, 1884.
- Trichopterna varians Holm, 1962; trasferita al genere Pelecopsis Simon, 1884.

### Sinonimi
- Trichopterna alticeps (Denis, 1951); esemplare trasferito dal genere Erigonoplus Simon, 1884 e riconosciuto sinonimo di T. cucurbitina (Simon, 1881) a seguito di un lavoro degli aracnologi Bosmans, Cardoso & Crespo del 2010[1].
- Trichopterna subfusca (Bösenberg, 1902); specie trasferita dal genere Pelecopsis Simon, 1884 quando aveva ancora la denominazione di Lophocarenum e riconosciuta sinonima di T. cito (O. P.-Cambridge, 1872) a seguito di uno studio di Wiehle (1960a)[1].